# Victor Scvortov
Victor Scvortov, né le 30 mars 1988 dans la RSS moldave de l'Union soviétique, est un judoka émirati de la catégorie des moins de 73 kg (poids légers) ayant représenté la Moldavie au niveau international jusqu'en 2012, puis les Émirats arabes unis depuis 2013.
Il est médaillé de bronze des championnats du monde 2014.

## Palmarès

### Championnats du monde
- Médaille de bronze dans la catégorie des moins de 73 kg aux championnats du monde 2014 à Tcheliabinsk.

### Jeux asiatiques
- Médaille de bronze dans la catégorie des moins de 73 kg aux Jeux asiatiques de 2018 à Jakarta.

### Championnats d'Asie
- Médaille de bronze dans la catégorie des moins de 73 kg aux Championnats d'Asie-Pacifique 2019 à Fujaïrah.
- Médaille de bronze dans la catégorie des moins de 73 kg aux Championnats d'Asie-Océanie 2021 à Bichkek.